# Ощадбанк
Оща́дбанк (повна назва:  Акціонерне товариство «Державний ощадний банк України», скорочена назва: АТ «Ощадбанк») — український комерційний банк, другий за розмірами активів та найбільший за кількістю відділень серед усіх банків України. Перебуває в державній власності. Станом на 1 січня 2020 року активи банку становили 249 мільярдів гривень. Станом на 1 липня 2023 року національна мережа банківського обслуговування Ощадбанку має у своєму складі близько 1183 відділень, майже 2790 банкоматів та 2555 платіжних терміналів. До процесингу банку підключено понад 60 тис. торговельних POS-терміналів. Ощадбанком емітовано понад 11,5 млн карток (з них понад 6 мільйонів активні), зокрема української платіжної системи ПРОСТІР. Банку належить веб-банкінг «Ощад 24/7» та мобільний застосунок «Мобільний Ощад», який було запущено 01 грудня 2021 року.
За даними британського журналу The Banker, у 2014 році Ощадбанк посідав 10-ту позицію в рейтингу найбільших банків Центральної та Східної Європи та 367-му в рейтингу топ-1000 світових банків. Головний офіс Ощадбанку розташований у Києві. У 2020 році банк отримав чистий прибуток у розмірі 2,78 мільярди гривень, що на 2,5 млрд грн більше, ніж за 2019 рік.
За класифікацією НБУ, є одним із 14 системно важливих банків в Україні у 2020 році.
У квітні 2022 року Ощадбанк став учасником Фонду гарантування вкладів фізичних осіб (ФГВФО).

## Історія

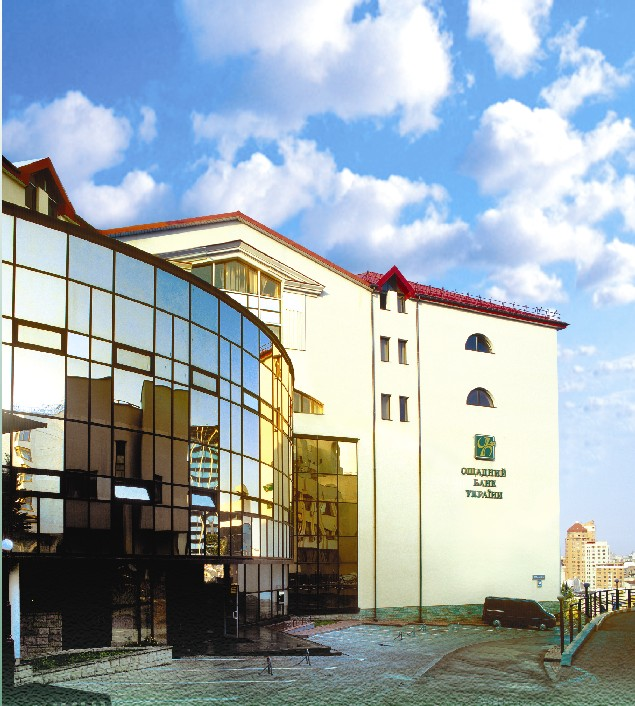
Головний офіс Ощадбанку у Києві (2012)

1991 року з проголошенням незалежності України Ощадбанк відокремлюється від Ощадбанку СРСР. 31 грудня 1991 року Ощадбанк був зареєстрований у Національному банку України як самостійна банківська установа — Державний спеціалізований комерційний ощадний банк України. Його утворено на базі установ Сбербанку колишнього СРСР в Україні, попередником якого були Держтрудощадкаси СРСР.
Постановою Кабінету Міністрів України від 21 травня 1999 року на виконання розпорядження Президента України від 20 травня 1999 року Державний спеціалізований комерційний ощадний банк України було перетворено на Відкрите акціонерне товариство «Державний ощадний банк України» (скорочена назва — ВАТ «Ощадбанк»).
На виконання постанови Кабінету Міністрів України від 6 квітня 2011 № 502 «Про внесення змін до постанови Кабінету Міністрів України від 25 лютого 2003 № 261» 7 червня 2011 року здійснено державну реєстрацію змін до Статуту ВАТ «Ощадбанк», які стосуються зокрема найменування банку. Відповідно до п. 4 Статуту АТ «Ощадбанк» повне найменування банку: Публічне акціонерне товариство «Державний ощадний банк України», скорочене — АТ «Ощадбанк». Ліцензія Національного банку України № 148 від 05.10.2011 р. на право здійснення банківських операцій. Засновником банку є держава в особі Кабінету Міністрів України.
Протягом політичної і економічної кризи 2014—2015 років Ощадбанк зазнав найбільших за свою історію збитків. У 2014 році вони сягнули 8,5 млрд гривень, а в 2015 збільшилися до 12,2 млрд. За словами тодішнього голови правління Андрія Пишного, більшість збитків були завдані анексією Росією Криму.

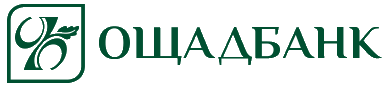
Колишній логотип

У 2015—2016 роках Ощадбанк провів ребрендинг та зміну маркетингової стратегії.
26 листопада 2018 року Міжнародний арбітраж ухвалив безпрецедентне рішення про стягнення з РФ на користь Ощадбанку 1,3 мільярда доларів США.
8 травня 2020 року було оголошено конкурс на посаду голови правління банку. За результатами голосування членів наглядової ради банку, яке відбулося 17 червня 2020 року, у 2-му турі було обрано діючого на той час голову правління Піреус Банку Наумова Сергія Володимировича.
10 серпня 2020 року Ощад все ж відстояв свої права у суді на знак «Сбербанк» для товарів та послуг. Під час судового розгляду було проведено 3 експертизи, розглянуто понад 100 клопотань сторін.
Тривалий час банк залишався єдиним із 74 українських банків, що не був членом Фонду гарантування вкладів фізичних осіб. У квітні 2022 року вступив в дію Законом України «Про внесення змін до деяких Законів України щодо забезпечення стабільності системи гарантування вкладів фізичних осіб», який має на меті підвищення довіри вкладників до банківської системи та забезпечення її стабільності. Саме в рамках цього закону Ощадбанк приєднався до ФГВФО.
З лютого 2022 року «Ощадбанк» продовжив дію всіх своїх карток — до кінця березня 2024 року.
Станом на квітень 2024 року, всього в Україні, працює 1181 відділення «Ощадбанку».

## Правління
Головою правління АТ «Ощадбанк» з 02.11.2020 року є Наумов Сергій Володимирович.
Заступники Голови правління:
- Барсуков Анатолій Зіновійович
- Земцова Ірина Михайлівна
- Драчко-Єрмоленко Євгеній Володимирович

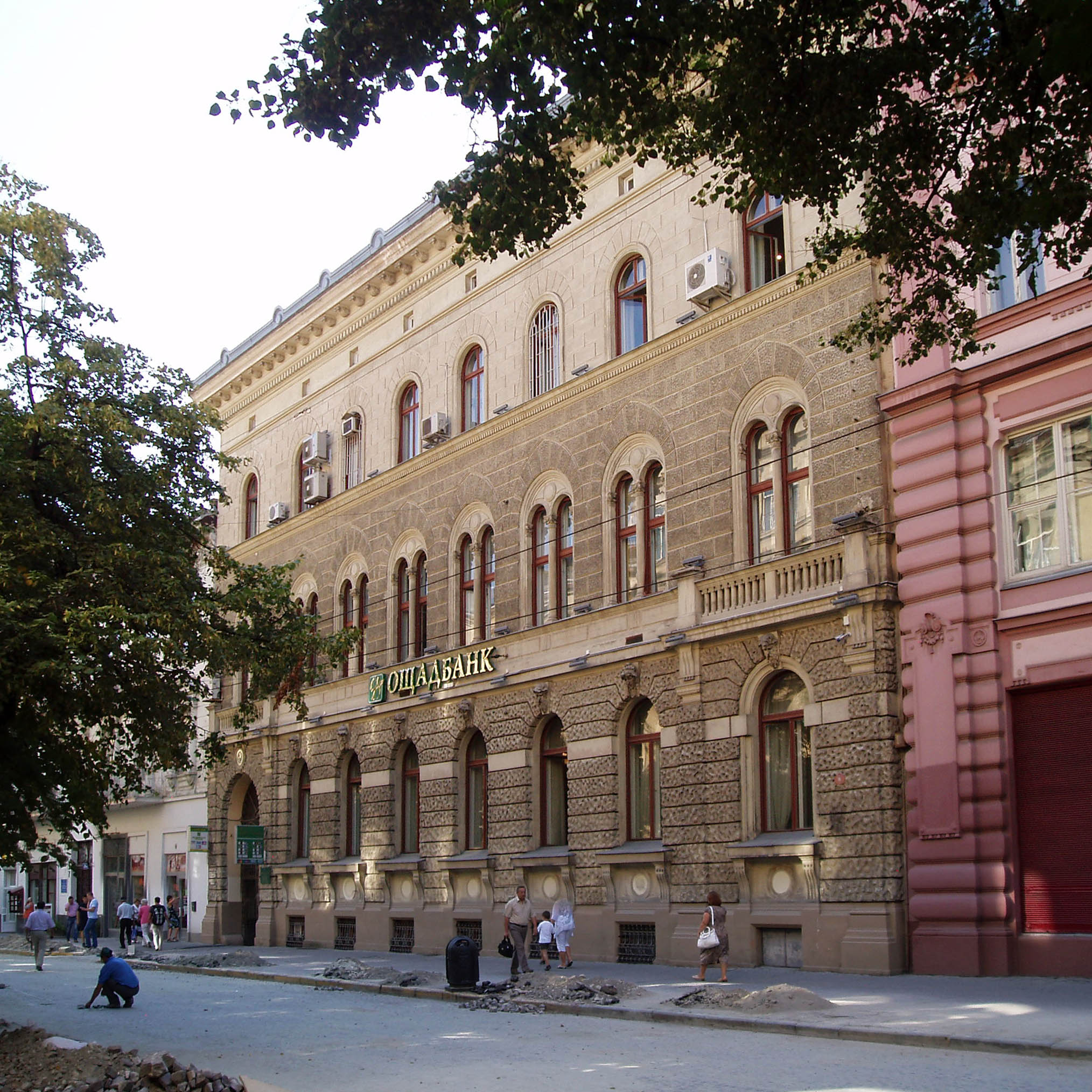
Львівське обласне управління (2015)

- Литвин Володимир Миколайович
- Стецевич Андрій Ігорович
- Тютюн Антон Олександрович

## Показники
|                                           | 1 березня 2016 | 1 березня 2017 | 1 березня 2018 |
| ----------------------------------------- | -------------- | -------------- | -------------- |
| Власний капітал, млрд грн                 | 13,10          | 18,9           | 31,30          |
| Обсяг кредитного портфеля, млрд грн       | 128,80         | 147,10         | 172,10         |
| Обсяг залучених коштів клієнтів, млрд грн | 103,20         | 147,2          | 151,80         |
| Обсяг інших залучень, млрд. грн           | 54,80          | 48,00          | 46,50          |
| Кількість банкоматів                      | 2 080          | 2 549          | 3 127          |
| Кількість торговельних POS-терміналів     | 18 322         | 29 025         | 36 158         |

### Рейтинги
| Fitch Ratings (дата перегляду 25.07.2017 р.)                  |         |
| ------------------------------------------------------------- | ------- |
| Довгостроковий рейтинг за національною шкалою                 | АА(ukr) |
| Довгостроковий рейтинг дефолту емітента в іноземній валюті    | B-*     |
| Короткостроковий рейтинг дефолту емітента в іноземній валюті  | B*      |
| Довгостроковий рейтинг дефолту емітента в національній валюті | B-*     |
| Рейтинг стійкості                                             | b-      |
| Рейтинг підтримки                                             | 5       |

| Moody's Investors Service (дата перегляду 30.08.2017 р.)              |       |
| --------------------------------------------------------------------- | ----- |
| Рейтинг базової оцінки кредитоспроможності                            | саа3  |
| Рейтинг довгострокових депозитів у національній валюті                | Caa2  |
| Рейтинг довгострокових депозитів в іноземній валюті                   | Caa3  |
| Рейтинг пріоритетних незабезпечених зобов'язань в іноземній валюті    | Саа2* |
| Рейтинг пріоритетних незабезпечених зобов'язань у національній валюті | Саа2  |

* рейтинги, присвоєні Банку, знаходяться на рівні суверенних рейтингів.
Державний «Ощадбанк» за попередніми результатами 2023 року одержав 9,5 млрд грн прибутку до оподаткування, що є історично найвищим результатом банку. Чистий прибуток становить 4,75 млрд грн.

### Нагороди

#### 2021
- Кращий у номінації «Роздрібний банк» серед державних банків. Рейтинг «Банки 2021 року» в рамках VII Legal Banking Forum, що проведений «Фінансовим клубом» та видавництвом «Юридична практика»[19].
- І місце в категорії «Кращий платіжний офлайн-сервіс для бізнесу» за розробку банку ОщадPAY (за технологією Tap to Phone від Visa). Премія PaySpace Magazine Awards 2020 від PaySpace Magazine[20].
- II місце серед кращих інтернет-банкінгів для підприємців (CorpLight). Премія PaySpace Magazine Awards 2020 від PaySpace Magazine[20].
- II місце в номінації «Кращий фінансовий чат-бот». Премія PaySpace Magazine Awards 2020 від PaySpace Magazine[20].
- І місце в номінації «Автокредити» за кредитну програму «Ощад ДРАЙВ» у щорічному дослідженні Prostobank Awards від компанії «Простобанк Консалтинг»[21].
- І місце в номінації «Іпотека на придбання житла на вторинному ринку» за кредитну програму «Звісно, 15» у щорічному дослідженні Prostobank Awards від компанії «Простобанк Консалтинг»[21].
- І місце в номінації «Споживчі кредити під заставу нерухомості» за програму «Кредит під іпотеку» у щорічному дослідженні Prostobank Awards від компанії «Простобанк Консалтинг»[21].
- І місце в номінації «Кращий іпотечний банк України» (Best Mortgage Bank Ukraine 2020) у рамках міжнародної премії Global Banking & Finance Awards 2020[22].

#### 2020
- І місце у номінації «Іпотека на придбання житла на вторинному ринку» за іпотечну програму «Звісно, 9,99 %» за результатами регулярного дослідження від Prostobank Awards[23].
- І місце у номінації «Автокредити» посів кредитний продукт «Ощад драйв» за результатами регулярного дослідження від Prostobank Awards[23].
- І місце за пропозицію «Кредит під іпотеку» у номінації «Споживчі кредити під заставу» за результатами регулярного дослідження від Prostobank Awards[23].
- Найкращий банк за активністю роботи з відгуками клієнтів в інтернеті у рейтингу «ТОП-20 digital-банків України» від журналу Banker[24].
- II місце серед найпопулярніших мобільних додатків за кількістю та рівнем оцінок клієнтів в App Store та Google Play посів Ощад 24/7 у рейтингу «ТОП-20 digital-банків України» від журналу Banker[24].
- І місце за найбільш вигідні програми кредитування на поповнення обігових коштів у номінації «Опора МСБ — підтримка на кожен день» в регулярному рейтингу журналу «Бізнес»[25].
- II місце за позиціями «Партнер малої торгівлі» та «Лідер програми держпідтримки МСБ» в регулярному рейтингу журналу «Бізнес»[25].
- І місце серед провідних банків України. Рейтинг «50 провідних банків України 2020» у рамках Financial Club Awards.
- 12-те місце у ТОП-50 найдорожчих вітчизняних брендів від журналу «Кореспондент». Вартість бренду Ощадбанку оцінено в 136,6 млн дол. США.
- Заступника голови правління Ощадбанку Антона Тютюна вдруге визнано найкращим керівником роздрібного бізнесу. Премія FinAwards 2020 від порталу «Мінфін» та Finance.ua
- II місце в номінації «Технології». Премія FinAwards 2020 від порталу «Мінфін» та Finance.ua
- Кращий інвестиційний банк України. Рейтинг The World's Best Investment Banks 2020 від міжнародного фінансового журналу Global Finance.
- І місце в номінації «Картковий банк» за абсолютний приріст портфеля платіжних карток за січень — вересень 2019 року. Рейтинг «Банки 2020 року» від «Фінансового клубу»

#### 2019
- І місце в номінації «Найкращий офлайн-сервіс приймання платежів для малого й середнього бізнесу» за спільне з Visa рішення Tap to Phone. Премія PSM Awards 2019.
- Голова правління Ощадбанку Андрій Пишний увійшов до ТОП-10 українських СЕО. Рейтинг «50 капітанів бізнесу» від журналу «Кореспондент».
- 42-ге місце в Топ-100 найдорожчих брендів України. № 1 за динамікою зростання вартості бренда. Рейтинг «Топ-100 найдорожчих брендів України» від журналу «Новое время» та компанії MPP Consulting.
- Заступник голови правління Ощадбанку Андрій Стецевич — серед кращих банкірів МСБ. Рейтинг «Кращий банк для МСБ» від ділового медіа «Бізнес».
- І місце в номінації «Технологічний банк». Премія FinAwards 2019 від порталу «Мінфін» та Finance.ua.
- III місце в номінації «Найкращий Інтернет-банк». Премія FinAwards 2019 від порталу «Мінфін» та Finance.ua.
- III місце в номінації «Народний банк». Премія FinAwards 2019 від порталу «Мінфін» та Finance.ua.
- Заступника голови правління Ощадбанку Антона Тютюна визнано найкращим керівником роздрібного бізнесу. Премія FinAwards 2019 від порталу «Мінфін» та Finance.ua.
- І місце серед провідних банків України. Рейтинг «50 провідних банків України 2019» в рамках Financial Club Awards.
- Голова правління Ощадбанку Андрій Пишний посів 1-ше місце в категорії «Банкіри». Рейтинг «Фінансове визнання — 2019» в рамках Financial Club Awards.
- Заступник голови правління Ощадбанку Андрій Стецевич — серед найкращих корпоративних банкірів. Рейтинг «50 провідних банків України — 2019» в рамках Financial Club Awards.
- 14-те місце у топ-50 найдорожчих вітчизняних брендів від журналу «Кореспондент». Вартість бренду Ощадбанку оцінено в 129,2 млн дол. США.
- І місце в номінації «Драйвер споживання» за досягнення у сфері кредитування населення. Рейтинг «Фінансовий Оскар 2018» від ділового тижневика «Бізнес».
- І місце в номінації «Картковий банк». Рейтинг «Банки 2019 року» за версією «Фінансового клубу».
- Топ-3 найкращих банків із Private Banking у номінації Best Private Banking Services Overall. Рейтинг журналу Euromoney.
- Юридичну команду Ощадбанку другий рік поспіль визнано найкращою в українській банківській системі за рейтингом Best Legal Departments.

2020
- 5 нагород на PaySpace Magazine Awards 2020, серед яких срібло в номінації «Найкращий фінансовий чат-бот» та золото в номінації «Найкращий платіжний офлайн-сервіс для бізнесу» посів продукті ОщадPAY на базі технології Tap to Phone від Visa.
- 8 банківських продуктів Ощадбанку стали найкращими в рамках «Prostobank Awards»[26].

2021
- Визнано найбільш надійним державним великим роздрібним банком — видання «Деньги»[27].
- Срібло в номінації «Кращий банк для клієнтів МСБ» премії FinAwards 2021[28].
- Срібло в номінації «Провідні технології та інновації. Категорія: банки» премії FinAwards 2021.

2022
- Ощадбанк став найкращим преміальним банком України за результатами дослідження Euromoney, посівши І місце в номінації Best Private Bank and Wealth Manager Services Overall[29].
- Переміг у номінаціях «Найкращий банк в соціальних мережах» (Best Bank for Social Media) та «Найкраща онлайн-фінансова освіта та навчання» (Best Online Financial Education & Training) премії Global Banking & Finance Awards 2021 за програму «Будуй своє»[30].
- 6 банківських продуктів Ощаду визнано кращими – Prostobank Awards[31].

## Структура власності
Структура власності банку є наступною:
| Власник Акцій              | Звичайних акцій | Відсоток економічних прав |
| -------------------------- | --------------- | ------------------------- |
| Держава Україна*           | 25 777          | 100 %                     |
| Міноритарні власники акцій | 0               | —                         |
| Загалом                    | 25 777          | 100 %                     |

Примітка:
* — в особі Міністерства фінансів України, діяльність якого координується Кабінетом Міністрів України.

## Критика
Ощадбанк через свою державну власність має ряд конкурентних переваг перед іншими банками в Україні. Серед них закріплена законодавством у разі банкрутства гарантія відшкодування всіх коштів клієнтів-фізичних осіб (для інших банків до 200 тис. грн), привілейована участь в обслуговуванні державних підприємств, соціальних виплат тощо. Як наслідок це знижує конкуренцію та підвищує політизованість українського банківського середовища. Виходом є відміна законодавчих привілеїв та приватизація хоча б мажоритарної (більш ніж 50 %) частини пакету акцій банку.
2 листопада 2015 року президент Українського аналітичного центру Олександр Охріменко звинуватив керівництво Ощадбанку у махінаціях із борговими зобов'язаннями банку. За його словами наближені до влади бізнесмени скуповують борги клієнтів Ощадбанку, а потім через свої зв'язки домагаються їхнього списання. Це виливається у великі збитки банку і, відповідно, Державному бюджету України з якого він дотується. Як відомо, голова правління Ощадбанку Андрій Пишний був наближеною людиною до тодішнього прем'єр-міністра Арсенія Яценюка.
25 жовтня 2018 року Солом'янський районний суд Києва взяв під варту заступницю голови правління «Ощадбанку» Ірину Земцову у справі про заволодіння держкоштами. Земцова є першою арештованою серед підозрюваних у причетності до заволодіння 20 мільйонами доларів «Ощадбанку» в результаті дій бенефіціарних власників групи «Креатив» протягом 2013—2014 років. Також суд заарештував десять підозрюваних у заволодінні коштами «Ощадбанку» з альтернативою внесення застави. 26 жовтня була внесена застава за шість фігурантів справи: екс-директора ТОВ ЗМЖ Сергія Тимченка, керівника ЗАТ «Креатив» Олександра Бойка, Оксану Сікорську, Віталія Пустовіта, екс-головного бухгалтера Тетяну Слюсаренко та сина народного депутата Станіслава Березкіна — Максима Березкіна.

## Кібератаки
15 лютого 2022 року в результаті масованої кібератаки кілька годин не працювали сайти ПриватБанку та Ощадбанку, сайт МВС та низка інших сайтів.
12 грудня 2023 року пресслужба «Ощадбанку» повідомила, що масштабний збій сервісів компанії «Київстар» призвів до непрацездатності незначної частини банкоматів, POS-терміналів та інформативно-платіжних терміналів «Ощадбанку».